# Романов, Дмитрий Юрьевич
Дмитрий Юрьевич Романов (12 марта 1985, Бронницы, Московская область) — российский футболист, полузащитник.

## Карьера
Воспитанник ГУОР Бронницы. Свою карьеру начал в родном городе. С 2004 по 2008 год выступал за ряд команд Второго дивизиона зоны «Запад»: «Волга» (Тверь), «Нара-Десна» (Наро-Фоминск), «Спартак» (Кострома) и ФК «Реутов».
В 2008 году провел 3 игры за клуб белорусской Высшей лиги «Сморгонь».
В 2009 году играл за московское «Торпедо» в ЛФК.

## Достижения
- Бронзовый призёр Второй дивизиона зоны «Запад» (2): 2004, 2006.